# مشروع مكتبة الموسيقى الدولية
مشروع مكتبة الموسيقى الدولية (بالإنجليزية: International Music Score Library Project)‏، المعروف أيضًا باسم مكتبة بيتروشي الموسيقية على اسم أوتافيانو بيتروشي، عبارة عن مكتبة رقمية بالاشتراك تضم عشرات القطع الموسيقىة ذات الملكية العامة. ويشمل المجال العام والتسجيلات المرخصة لتوفير الدراسة عن طريق السمع. قام المشروع، الذي يستخدم برنامج ميدياويكي، بتحميل أكثر من 495000 قطعة موسيقية و59000 تسجيل لأكثر من 152000 تأليف بقلم 18000 ملحن. كما يمكن الولوج للمكتبة عن طريق آب ستور  وتطبيق أندرويد.

## مشاريع مماثلة
- موسوبين
- مشروع موتوبيا